# 영암 도갑사 목조문수·보현동자상
영암 도갑사 목조문수·보현동자상(靈巖 道岬寺 木造文殊·普賢童子像)은 전라남도 영암군 도갑사에 있는 조선시대의 동자상이다. 1992년 7월 28일 대한민국의 보물 제1134호로 지정되었다.

## 개요
신라말 도선이 창건한 도갑사 해탈문 안에 있는 목조동자상이다. 국보 제50호로 지정된 해탈문은 앞면 3칸·옆면 2칸의 단층건물로 동자상은 뒷쪽 좌우칸에 모셔져 있다.
사자와 코끼리를 타고 있는 두 동자상은 총 높이가 약 1.8m가량이고, 앉은 높이가 1.1m 안팎으로 크기도 비슷하고 조각기법도 동일하다. 다리를 앞쪽으로 나란히 모아서 사자, 코끼리 등에 걸터앉은 두 동자상은 동물상과 따로 만들어 결합하였으며, 두 손도 따로 만들어 끼웠다. 현재의 손도 후대에 다시 만들어 끼운 것으로 생각된다. 두 동자상의 머리를 묶은 모양새는 매우 화려하며, 이목구비가 원만하여 동자의 천진스런 모습을 잘 나타내고 있다. 사자와 코끼리를 타고 있는 점에서 지혜의 상징인 문수보살과 실천의 상징인 보현보살의 화신으로 추정되며 사자와 코끼리를 탄 동자상이라는 드문 예 가운데 목조상으로서는 유일한 작품이다.
1960년 해탈문을 해체 복원할 때 발견된 기록에 의하면 해탈문이 1473년에 건립된 것으로 밝혀지고 있어 이곳에 모신 동자상도 문이 건립될 때 함께 만들어진 것으로 추정되고 있다.

## 참고 자료
- 영암 도갑사 목조문수·보현동자상 - 국가유산청 국가유산포털